# Kleidertauschparty

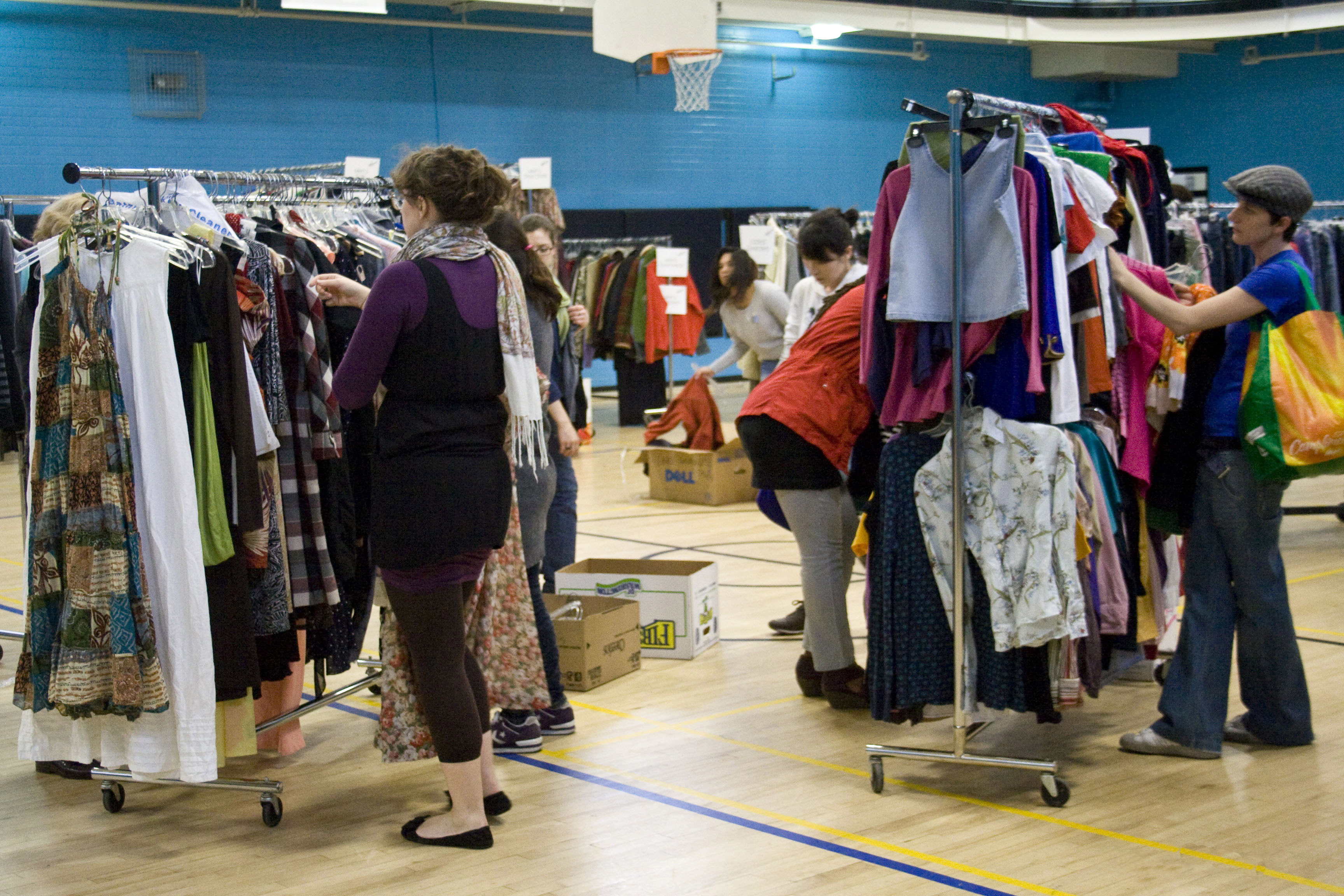
Kleidertausch in Toronto (Kanada)

Eine Kleidertauschparty (auch Stoffwechselparty, Kleidertauschbörse oder allgemein Kleidertausch) ist eine Tauschbörse, auf der gebrauchte Kleidung zur weiteren Verwendung abgegeben und kostenlos erworben werden kann. Neben dem Effekt, Geld für den Kauf neuer Kleidung zu sparen und der einfachen Möglichkeit zum Wechsel der Garderobe werden Kleidertauschpartys als Ausdrucksform der Konsumkritik und als Beitrag zu Nachhaltigkeit angesehen.
Neben privaten Kleidertauschpartys, die im Freundeskreis zuhause stattfinden können, gibt es auch öffentliche Tauschbörsen.
Diese werden meistens ehrenamtlich organisiert und finden beispielsweise in alternativen Kulturzentren, Vereinsheimen, Gemeindezentren oder Räumen von Kirchengemeinden und Sozialunternehmen statt. So unterstützt in Deutschland beispielsweise Greenpeace die Ausrichtung von Kleidertauschpartys durch engagierte Ehrenamtliche.
Neben dem Tausch von Kleidung gibt es häufig auch Infostände zu Themen wie Fair Fashion und Upcycling sowie die Möglichkeit, Kleidung direkt vor Ort selbst zu reparieren (etwa in Kombination mit einem Repair-Café) oder durch Siebdruck umzugestalten. Üblicherweise werden Kleidungsstücke, die bei solchen Tauschbörsen am Ende übrigbleiben, von den Organisatoren entweder zum nächsten Kleidertausch wieder mitgebracht oder an gemeinnützige Organisationen gespendet.
Kleidertausch auf öffentlichen Plätzen wird von verschiedenen Initiativen und Organisationen als Form des Protestes gegen Fast Fashion praktiziert, beispielsweise um bei der Eröffnung von neuen Filialen des Unternehmens Primark auf die ökologischen und sozialen Folgen von textiler Massenproduktion hinzuweisen.